# Боет Сидонський (перипатетик)
Боет Сидонський (дав.-гр. Βόηθος; бл. 75 до н. е. — бл. 10 до н. е.) — грецький філософ-перипатетик родом з Сидона, представник пізнього періоду перипатетизму.
Був учнем Андроніка Родоського, в ранні роки навчався в Римі й Афінах. Страбон згадує Боета і його брата Діодота в числі знаменитих людей Сидону, називає його своїм учителем перипатетичної філософії. Серед його творів, всі з яких були втрачені, був твір про природу душі та коментарі до Категорій Аристотеля, які згадує Аммоній Гермій в аналогічній роботі. Боет Сидонський, згідно Амонію, вважав, що вивчення праць Аристотеля слід починати з Фізики, однак Амоній вважає, що вивчення Аристотеля слід починати з творів по логіці.